# Antun Mihanović

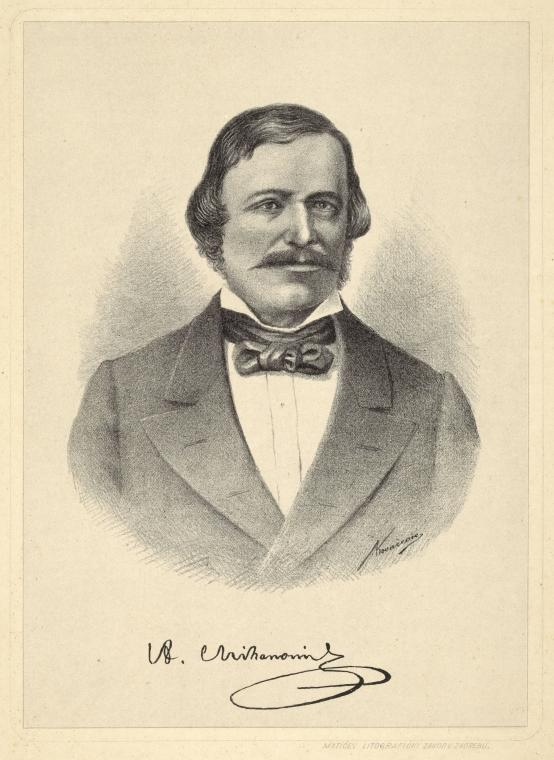
Antun Mihanović

Antun Mihanović (* 10. Juni 1796 in Agram; † 14. November 1861 in Novi Dvori bei Klanjec) war ein kroatischer Lyriker und österreichischer Diplomat. Er schrieb den Text zur kroatischen Nationalhymne.
Antun Mihanović studierte bis 1817 Rechtswissenschaften an der Universität Wien. Ab 1818 war er als Auditor in Venedig und Padua tätig, von 1823 bis 1836 als Gubernialsekretär in Fiume (Rijeka). Von 1836 bis 1838 war er der erste österreichische Konsul in Belgrad, weitere Stationen waren Saloniki, Trapezunt, Smyrna, Konstantinopel und Bukarest.
Sein Gedicht unter dem Titel „Horvatska domovina“ wurde 1835 in der Tageszeitung Danica abgedruckt, 1846 von Josif Runjanin vertont und 1891 zur kroatischen Nationalhymne. Mihanović sammelte auch mittelalterliche Handschriften.